# Robin Blackburn
Robin Blackburn (1940) é um historiador socialista britânico, ex-editor da revista New Left Review (1981-99). É autor de ensaios sobre Marx, capitalismo, socialismo e de livros sobre políticas sociais e a história da escravidão. 

## Seleção de livros e artigos
- 1963 - Prologue to the Cuban Revolution. New Left Review n.21.
- 1966 - Towards Socialism  editado para o "New Left Review" (com Perry Anderson).
- 1967 - The Incompatibles: trade union militancy and the consensus (com Alexander Cockburn).
- 1969 - Student Power : problems, diagnosis, action (editado com Alexander Cockburn).
- 1970 - Strategy for revolution (editor: ensaios de Régis Debray traduzidos do francês).
- 1972 - Ideology in Social Science: readings in critical social theory (editor).
- 1975 - Explosion in a Subcontinent: India, Pakistan, Bangladesh, and Ceylon (editor).
- 1977 - Revolution and Class Struggle: a reader in Marxist politics (editor).
- 1988 - The Overthrow of Colonial Slavery, 1776-1848. 550 pp.
- 1991 - After the Fall : the failure of communism and the future of socialism (editor).
- 1997 - The Making of New World slavery: from the baroque to the modern, 1492-1800. 600 pp.
- 2002 - Banking on Death: Or, Investing in Life — The History and Future of Pensions. 500 pp.
- 2006 -  Haiti, Slavery and the Age of the Democratic Revolution, William and Mary Quarterly
- 2006 - Age Shock: How Finance Is Failing Us   280 pp
- 2007 -  Economic Democracy: Meaningful, Desirable, Feasible?. Daedalus.
- 2007 - Proposal for a Global Pension. New Left Review, n. 48.
- 2008 - The Credit Crunch. New Left Review, n. 50.